# Mallemolen (molen)

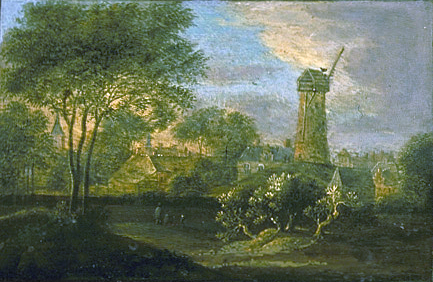
De Mallemolen, door Jacob van der Croos (1635-1700)

De Mallemolen was een stenen grondzeiler in Den Haag.

## Geschiedenis
In de 17de eeuw lag de stad Den Haag nog binnen haar singelgrachten. Tussen Den Haag en Scheveningen was duingrond, bewoond door vissers en jagers. Vlak buiten de stad lagen wat moestuinen.
Wie via het Noordeinde de stad verliet, zag allerlei molens staan. Men passeerde eerst een korenmolen in de Zeestraat, op de hoek van de Sophialaan, waar nu het Ambassador Hotel staat, meer naar rechts, waar nu het Plein 1813 is, stond de Blekersmolen en verderop stond de Mallemolen uit iets na 1614, want op een kaart uit dat jaar, getekend door Cleck van Londerseel staat nog geen molen. Het stuk land was door Huibert Pieterszn Groen vererfd aan zijn zoon Cornelis Hubrechtszn en zijn vier neefjes (de zonen van Huiberts zuster Neeltje en haar man Oth Jacobson). Het was een slijpmolen die gebruikt werd om wapens te slijpen maar ook om mout en mest te vermalen.
Tijdens een zware storm braken drie wieken af en zo stond de molen enkele jaren naast een boerderij in het veld. Rond 1636 werd de molen gebruikt door meestersmid Lambrecht Faessen van der Kist; zijn schoonvader en zwager waren harnasmaker. Acht jaar later moest hij de molen echter verkopen. Hij werd in 1678 afgebroken.
- Virtual International Authority File: 305326065